# つうけん
株式会社つうけんは、北海道札幌市中央区に本社を置く電気通信工事業者である。

## 沿革
- 1951年 - 大北建設株式会社設立。
- 1961年 - 北日本通信建設株式会社に商号変更。
- 1970年 - 札幌証券取引所に上場。
- 1992年 - 現社名に変更。
- 1998年 - 東京証券取引所2部に上場。
- 2000年10月 - 株式会社エルベック（旧：北海道通信電設、北部通建）と合併
- 2010年10月 - コムシスホールディングスの完全子会社となる。

## つうけんネットワーク
- 本社（札幌市中央区）
- 札幌事業所（札幌市厚別区）
- 小樽事業所（小樽市蘭島）
- 旭川事業所（旭川市緑町）
- 稚内事業所（稚内市末広）
- 帯広事業所（帯広市西20条北1丁目）
- 釧路事業所（釧路市新富士町）
- 北見事業所（北見市豊地）
- 函館事業所（北斗市清水川）
- 苫小牧事業所（苫小牧市新明町）
- 室蘭事業所（室蘭市築地町）